# Paratanais impressus
Paratanais impressus är en kräftdjursart som beskrevs av Oleg Grigor'evich Kussakin och Ludmila Tzareva 1972. Paratanais impressus ingår i släktet Paratanais och familjen Paratanaidae. Inga underarter finns listade i Catalogue of Life.